# روغنی قزوینی
محمد صالح روغنی قزوینی از دانشمندان مشهور ایرانی قرن یازده و ابتدای قرن ۱۲ هجری است.

## معرفی
محمد صالح روغنی قزوینی فرزند محمدباقر قزوینی دانشمند پر اثری است که شاگرد میرداماد و ملا خلیل قزوینی بوده و در فلسفه و تاریخ و ادب مهارت دارد.

## آثار
روغنی بیش از ۳۰ کتاب نوشته است که مشهورترین آن شرح نهج البلاغه اوست که بارها چاپ شده است. همچنین کتابی از وی با نام نوادر در سال ۱۳۷۰ ش چاپ شد که به علت محتوای زشت و زننده برخی مضامینش توسط وزارت ارشاد اجازه انتشار داده نشد و به صورت مخفیانه در بین مردم منتشر شد. این اثر ترجمه و تلخیص محاضرات الادبای راغب اصفهانی است.
همچنین شرحی از وی به نام رموز الایقان که شرح بر مثنوی مولوی است اخیرا در تهران چاپ شده است. ترجمه صحیفه سجادیه و شرح دعای سمات و شرح عهدنامه مالک اشتر از دیگر تالیفات اوست. احمد جاهد از کسانی است که به نشر آثار قزوینی علاقمند است.

## درگذشت
از زمان فوت روغنی اطلاعی ثبت نشده ولی از روی کتاب‌های نوشته شده توسط وی می‌توان دانست وی تا سال ۱۱۱۷ق زنده بوده است. وی همچنین کشورهای مختلفی را سیاحت نموده.